# Могила (Старозагорська область)
Моги́ла (болг. Могила) — село в Старозагорській області Болгарії. Входить до складу общини Стара Загора.

## Населення
За даними перепису населення 2011 року у селі проживали 744 особи.
Національний склад населення села:
| Національність   | Кількість осіб | Відсоток |
| ---------------- | -------------- | -------- |
| болгари          | 654            | 99,4%    |
| інша             | 3              | 0,5%     |
| Всього відповіли | 658            |          |

Розподіл населення за віком у 2011 році:
Динаміка населення: